# Rita Lejeune

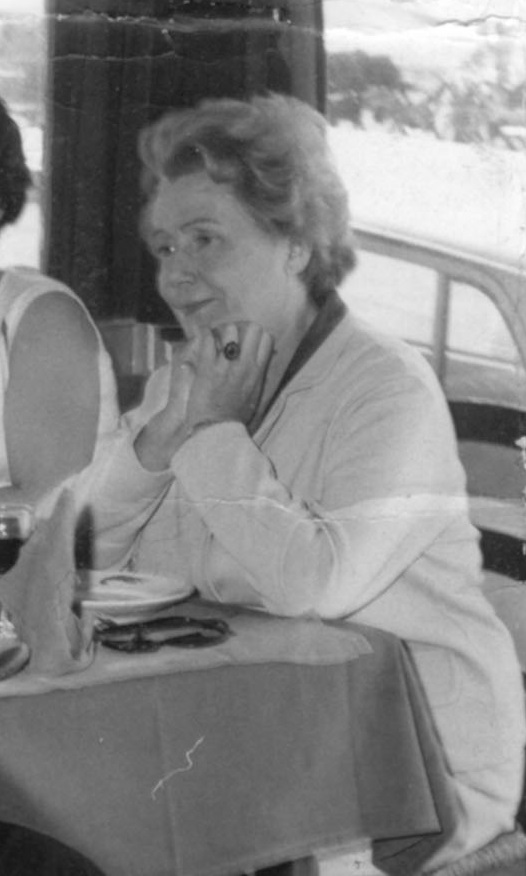
Rita Lejeune

Rita Lejeune (Herstal, 22 november 1906 - Luik 18 maart 2009) was een Belgisch taalkundige. Zij was hoogleraar aan de Université de Liège. Als een van de eerste vrouwen die aan een Belgische universiteit afstudeerden, was zij tevens een pionier van de vrouwenemancipatie. Zij was als filologe gespecialiseerd in de Franse en Occitaanse middeleeuwse literatuur. Zij publiceerde ook over de Waalse (dialect)literatuur.
Lejeune was de zus van historicus Jean Lejeune, de echtgenote van politicus Fernand Dehousse en de moeder van de politicus Jean-Maurice Dehousse.